# Marie Weiss (Handballspielerin)
Marie Kristin Weiss (* 14. September 2004) ist eine deutsche Handballspielerin.

## Karriere

### Im Verein
Marie Weiss kam 2018 aus Pfullingen in die Jugend der TuS Metzingen. Nachdem sie in der Saison 2021/22 bereits ihren Einsatz in der Bundesligamannschaft absolviert hatte, erhielt sie zur folgenden Saison ihren ersten Profivertrag. Zusätzlich lief sie über ein Zweitspielrecht für den Zweitligisten SG H2Ku Herrenberg auf. Seit Sommer 2023 steht sie fest im Kader des Bundesligateams in Metzingen. Mit Metzingen gewann sie den DHB-Pokal 2024 und wurde als beste Torhüterin des Final4 ausgezeichnet.

### In Auswahlmannschaften
Sie nahm mit der deutschen Jugend-Nationalmannschaft an der U17-Europameisterschaft 2021 teil und belegte dort den zweiten Platz. Bei der U18-Weltmeisterschaft 2022 belegten sie den zehnten Platz. Anschließend lief sie für die Juniorinnen-Nationalmannschaft auf, mit der sie den elften Platz bei der U-19-Europameisterschaft 2023 sowie den neunten Platz bei der U-20-Weltmeisterschaft 2024 belegte.
Am 6. März 2025 gab sie ihr Debüt für die A-Nationalmannschaft gegen Frankreich.